# Бакаївська сільська рада
Бакаї́вська сільська́ ра́да — адміністративно-територіальна одиниця та орган місцевого самоврядування в Ічнянському районі Чернігівської області. Адміністративний центр — село Бакаївка.

## Загальні відомості
- Територія ради: 37,462 км²
- Населення ради: 828 осіб (станом на 2001 рік)

Бакаївська сільська рада зареєстрована 1919 року. Стала однією з 27-ти сільських рад Ічнянського району і одна з 19-ти, яка складається більше, ніж з одного населеного пункту.
На території сільради діє Бакаївський навчально-виховний комплекс.

## Населені пункти
Сільській раді були підпорядковані населені пункти:
- с. Бакаївка (749 осіб)
- с. Комарівка (79 осіб)

## Склад ради
Рада складалася з 14 депутатів та голови.
- Голова ради: Бережняк Костянтин Дмитрович
- Секретар ради: Мартиненко Валентина Іванівна

### Керівний склад попередніх скликань
| Прізвище, ім'я, по батькові  | Основні відомості                                                         | Дата обрання | Дата звільнення |
| ---------------------------- | ------------------------------------------------------------------------- | ------------ | --------------- |
| Бережняк Костянтин Дмитрович | Сільський голова, 1966 року народження, освіта вища                       | 26.03.2006   | 31.10.2010      |
| Бережняк Костянтин Дмитрович | Сільський голова, 1966 року народження, освіта вища, член Партії регіонів | 31.10.2010   |                 |

Примітка: таблиця складена за даними сайту Верховної Ради України

### Депутати
За результатами місцевих виборів 2010 року депутатами ради стали:

#### За суб'єктами висування
| Суб'єкт висування                                       | Кількість обраних депутатів | %    |
| ------------------------------------------------------- | --------------------------- | ---- |
| Партія регіонів                                         | 8                           | 57,1 |
| Народна партія                                          | 3                           | 21,4 |
| Політична партія Всеукраїнське об'єднання «Батьківщина» | 3                           | 21,4 |

#### За округами
| № округу                                                | Прізвище, ім'я, по батькові     | Дата визнання обраним | Освіта  | Партійна приналежність | Відомості про обраного депутата                                 |
| ------------------------------------------------------- | ------------------------------- | --------------------- | ------- | ---------------------- | --------------------------------------------------------------- |
| Народна Партія                                          |                                 |                       |         |                        |                                                                 |
| 2                                                       | Бутенко Іван Панасович          | 04.11.2010            | вища    | член Народної партії   | пенсіонер                                                       |
| 8                                                       | Кліщ Олександр Михайлович       | 04.11.2010            | середня | член Народної партії   | Дорогінська загальноосвітня школа, майстер виробничого навчання |
| 10                                                      | Солодовник Ольга Михайлівна     | 04.11.2010            | вища    | член Народної партії   | Бакаївська сільська рада, бухгалтер                             |
| Партія регіонів                                         |                                 |                       |         |                        |                                                                 |
| 1                                                       | Мартиненко Валентина Іванівна   | 04.11.2010            | вища    | член Партії регіонів   | Бакаївська сільська рада, секретар                              |
| 3                                                       | Бідна Катерина Іванівна         | 04.11.2010            | вища    | член Партії регіонів   | тимчасово не працює                                             |
| 4                                                       | Коба Тамара Олександрівна       | 04.11.2010            | середня | член Партії регіонів   | соціальне забезпечення, соцпрацівник                            |
| 5                                                       | Кубрак Ганна Петрівна           | 04.11.2010            | вища    | член Партії регіонів   | торговий дім «Браво», продавець                                 |
| 6                                                       | Кіт Валентина Василівна         | 04.11.2010            | вища    | член Партії регіонів   | підприємство «Ічнягазхоз», інженер                              |
| 9                                                       | Ющенко Людмила Михайлівна       | 04.11.2010            | вища    | член Партії регіонів   | НАСК"Оранта", страховий агент                                   |
| 13                                                      | Саранчук Григорій Володимирович | 04.11.2010            | середня | член Партії регіонів   | підприємство «Вторметкиїв», охоронник                           |
| 14                                                      | Бідна Любов Андріївна           | 04.11.2010            | середня | член Партії регіонів   | Бакаївське ВЗ, листоноша                                        |
| Політична партія Всеукраїнське об'єднання «Батьківщина» |                                 |                       |         |                        |                                                                 |
| 7                                                       | Овчарик Микола Григорович       | 04.11.2010            | середня | позапартійний          | тимчасово не працює                                             |
| 11                                                      | Кажан Олексій Олексійович       | 04.11.2010            | вища    | позапартійний          | пенсіонер                                                       |
| 12                                                      | Кондра Віталій Григорович       | 04.11.2010            | середня | позапартійний          | тимчасово не працює                                             |